# Carbon (язык программирования)
Carbon — экспериментальный язык программирования общего назначения, созданный компанией Google как «преемник C++». Инженер Google Чендлер Каррут впервые представил Carbon на конференции CppNorth в июле 2022 года.
Язык намерен исправить несколько предполагаемых недостатков C++, но в остальном предоставляет схожий набор функций. Основными целями языка являются читабельность и «двунаправленная совместимость», в отличие от использования нового языка, такого как Rust. Подобно процессу ISO, используемому для C++, изменения в языке будут приниматься на основе консенсуса сообщества.
Документы, дизайн, реализация и сопутствующие инструменты Carbon размещены на GitHub под лицензией Apache License версии 2.
Ниже — программа «Hello, World!» написанная на языке Carbon:
```
package
 
Sample
 
api
;

fn
 
Main
()
 
->
 
i32
 
{

    
Print
(
"Hello, World!"
);

    
return
 
0
;

}

```